# Compagnia Evaristiani del Sacro Cuore

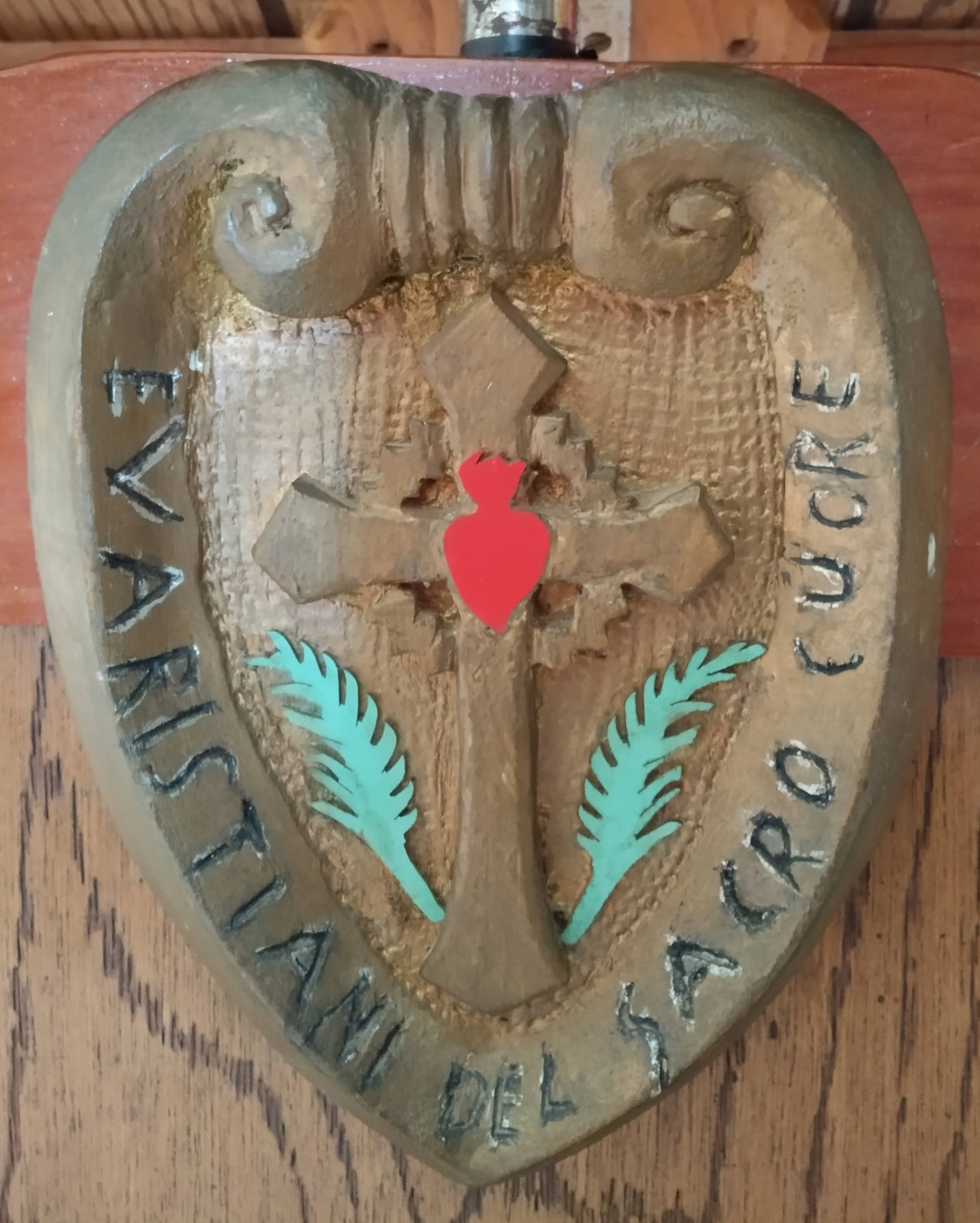
Stemma della Compagnia

La Compagnia Evaristiani del Sacro Cuore è una società laicale maschile di vita apostolica di diritto pontificio, eretta nel 1965 come "società laicale di uomini viventi sine votis", fondata da Evaristo Madeddu. I membri della Compagnia sono anche detti evaristiani. Attualmente la Casa madre si trova nelle campagne della frazione di Donigala Fenughedu, nel comune di Oristano.
Parallelamente è presente anche il ramo femminile, fondato dalla moglie del Madeddu, Beniamina Piredda, chiamato Compagnia Figlie del Sacro Cuore.

## Storia

### Origini e prime comunità (1925-1933)
Il primo nucleo della Comunità nacque nel 1925, quando il trentacinquenne Evaristo Madeddu decise, dopo averlo lungamente vagheggiato nel suo cammino spirituale a Cagliari, di riunire alcuni giovani già a lui vicini e fondare i "Confratelli del Sacro Cuore" presso una vecchia casa padronale a Mandas; nel 1926 si aggiunse poi, in vita comune, anche il ramo femminile. Nel 1927 l'arcivescovo di Cagliari Ernesto Maria Piovella propose ufficialmente il nome "Compagnia del Sacro Cuore", che venne completato più avanti con l'appellativo di "Evaristiana", in onore di sant'Evaristo papa. I confratelli, che portavano senza autorizzazione ecclesiastica un abito monacale, effettuavano prestazioni di lavoro salariato per sostenere economicamente la comunità; venne pure aperto uno studentato con corsi preparatori all'esame d'ammissione alle scuole secondarie. In questo periodo, la popolazione accettava favorevolmente i "frati", e questo ne diffuse la popolarità e attirò nuovi adepti: tra il 1930 e il 1932 nacquero anche le comunità a Cagliari, presso la chiesa di san Rocco, a Siurgus Donigala e a Guamaggiore. Nel dicembre 1933 a Evaristo Madeddu venne proposto da due benefattori l'acquisto di un terreno con casa colonica in località "Santa Petronilla", presso la frazione oristanese di Donigala Fenughedu.

### Trasferimento a Donigala Fenughedu (1934-1945)

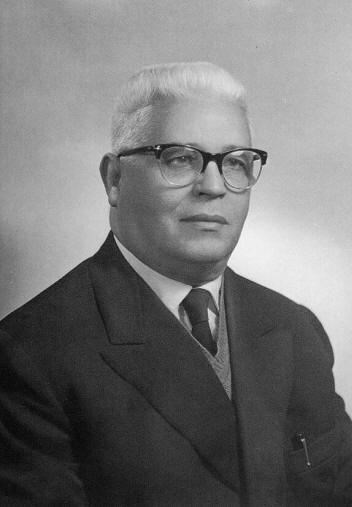
Evaristo Madeddu, il fondatore della Compagnia

Vista l'avversità che l'Opera affrontava nella gerarchia ecclesiastica cagliaritana, il Consiglio dei confratelli decretò di spostare la Casa madre da Mandas alla suddetta località di Donigala Fenughedu, sotto gli auspici dell'arcivescovo di Oristano Giorgio del Rio. Contestualmente venne spostata la comunità di Cagliari presso un locale in via Piccioni, e soppressa la comunità di Siurgus Donigala. Nel 1934 visitò la comunità arborense il padre missionario Giovanni Battista Manzella, nato in Lombardia ma per quarant'anni attivo in Sardegna, che ne tessette le lodi e chiamò per la prima volta il fondatore "padre Evaristo", dicendo che "a costui non manca che la Messa".
I "Confratelli" ancora non avevano precisa istituzione canonica, e questo alimentava la cattiva considerazione che il parroco di Mandas Salvatore Dessì aveva della Comunità e le voci malevole che giravano sulla particolare forma di vita comune; nonostante la richiesta, nell'agosto del 1936 la Congregazione per i Religiosi rifiutò l'approvazione dell'Opera, a causa dell'impedimento canonico di Evaristo Madeddu, che risultava sposato, pur con promessa di castità, con Beniamina Piredda. Nello stesso anno venne chiusa la comunità di Guamaggiore, ma furono istituite le comunità di Ozieri e San Gavino Monreale; nel 1937 venne deciso l'acquisto di un terreno in agro di Serramanna.
Durante la Seconda guerra mondiale, alcuni confratelli vennero richiamati alle armi. Nel mentre, il successore di mons. del Rio, l'arcivescovo Giuseppe Cogoni, decise di inquadrare definitivamente l'Opera secondo la legislazione ecclesiastica, pur trovando attriti col Fondatore e la comunità. Gli eventi bellici fermarono però questi intenti e tutte le attività vennero spostate nella Casa madre di Donigala Fenughedu. Nel giugno del 1944 mons. Cogoni concesse il riconoscimento diocesano e l'autorizzazione per l'utilizzo dell'abito monastico; fu seguito dal presule cagliaritano mons. Piovella, che a novembre riconobbe la Compagnia in Diocesi, sotto la dipendenza dei parroci locali.

### Secondo dopoguerra (1946-1966)
Finita la guerra, ricominciò l'iter di istituzione canonica: nel 1946 il padre cappuccino Federico da Baselga fu incaricato Visitatore apostolico dalla Santa Sede. Il successore di mons. Cogoni, l'arcivescovo Sebastiano Fraghì, confermò il riconoscimento diocesano. Nel 1950 venne deciso dal Consiglio dei confratelli la costituzione della Compagnia in "società civile": il neo arcivescovo di Cagliari Paolo Botto intimò la dismissione dell'abito e tolse la concessione del Santissimo Sacramento nelle sedi dell'Opera. Contestualmente venne decisa la chiusura della comunità di Mandas. Nel 1956 morì a Donigala Fenughedu "madre" Beniamina Piredda, a 87 anni. 
Nel 1957 nacquero l'orfanotrofio di Villasimius e la colonia marina di Putzu Idu a San Vero Milis, poi ampliata e utilizzata come orfanotrofio con tanto di sezione statale della scuola elementare. Furono infatti la stessa prefettura e, più tardi, l'amministrazione provinciale ad affidare alle cure degli evaristiani un numero considerevole di orfani o figli di famiglie irregolari e di giovani sbandati e abbandonati. Nel 1959 nella casa madre di Donigala Fenughedu, oltre a quella elementare già autorizzata nel 1949, venne aperta anche una sezione di scuola media, mentre i ragazzi più grandi praticavano forme di apprendistato delle attività agricole, edili e di falegnameria.
Il 3 aprile 1965 la Compagnia Evaristiani del Sacro Cuore ottenne infine il riconoscimento canonico con atto dell'ordinario diocesano mons. Fraghì. Il 30 giugno dello stesso anno viene redatto l'atto costitutivo a livello giuridico, e l'8 luglio successivo viene approvato lo Statuto.

### Dalla morte del Fondatore a oggi
Il 6 aprile 1966 morì a Cagliari il fondatore Evaristo Madeddu, già minato dal diabete e dopo un mese di malattia; venne sepolto nel cimitero di Donigala Fenughedu, accanto alla moglie. Diciassette giorni dopo la sua dipartita, lo Stato italiano riconobbe ufficialmente a personalità giuridica la Compagnia come "Associazione laicale con fini di religione e di culto". Perciò il 24 giugno 1966 venne eletto il secondo direttore, Ambrogio Piludu, e il secondo Consiglio d'amministrazione.
Nel 1986 le salme del Madeddu e della Piredda furono traslate nella Cappella della Casa madre di Donigala Fenughedu.
Nel 1997 è stata istituita una "casa protetta" per 25 ospiti presso la Casa madre.

## Attività e diffusione
Attualmente gli Evaristiani contano 35 confratelli religiosi e altrettante suore che proseguono gli ideali dei loro fondatori, ovvero la preparazione religiosa e morale dei suoi membri, la diffusione del culto e delle pietà eucaristica e mariana, l'attuazione di tutte le opere di carità cristiana e di carattere sociale, e in particolar modo di quelle intese a promuovere l'educazione, l'assistenza e l'addestramento della gioventù. Le case ancora attive, oltre alla Casa madre di Donigala Fenughedu, sono quelle di Serramanna, Putzu Idu, Villasimius e Arbatax.

## Struttura organizzativa
A norma dello Statuto, sono organi dell'Associazione l'Assemblea, il Consiglio di amministrazione e il Direttore. 

### Elenco dei direttori
- Evaristo Madeddu, fondatore (1965-1966);
- Ambrogio Piludu (1966-1986);
- Serafino Piludu (1986-2004);
- Renato Adisani (2004-2018);
- Marco Piludu (2018- ).